# Metaparoncholaimus heterocytous
Metaparoncholaimus heterocytous är en rundmaskart som beskrevs av Benjamin G. Chitwood 1938. Metaparoncholaimus heterocytous ingår i släktet Metaparoncholaimus och familjen Oncholaimidae. Inga underarter finns listade i Catalogue of Life.